# 滇粤山胡椒
滇粤山胡椒（学名：Lindera metcalfiana）为樟科山胡椒属下的一个种。